# Confine tra Francia e Italia
Il confine tra la Francia e l'Italia è lungo 515 km.
Geograficamente divide la Francia sud-orientale e l'Italia nordoccidentale e corre tra le regioni di Valle d'Aosta, Piemonte e Liguria sul versante italiano e quelle di Rodano-Alpi e Provenza-Alpi-Costa Azzurra su quello francese.
Il confine terrestre scorre a cavallo, da nord a sud, di Alpi Graie, Cozie e Marittime fino alla costa settentrionale del Mar Mediterraneo; quello marittimo prende parte del Mediterraneo stesso, scendendo fino alle Bocche di Bonifacio, stretto di confine tra la Corsica e la Sardegna.

## Caratteristiche
Esso è determinato da tre diversi atti di diritto internazionale:
- il Trattato di Parigi (1814), siglato, in seguito alla sconfitta di Napoleone, fra la Francia e la Santa Alleanza, cui aderiva come potenza associata il Regno di Sardegna, Stato predecessore dell'odierno Stato italiano, perfettamente vincolato dagli atti del precedente secondo le regole sulla successione fra gli stati. Ad esso risale il settore centrale dell'odierno confine, in particolare intorno al Colle della Maddalena;
- il Trattato di Torino (1860), siglato fra la Francia e il Regno di Sardegna, concernente i premi per l'appoggio francese all'unità d'Italia. Ad esso risale il disegno generale del settore settentrionale dell'odierno confine, nella regione francese della Savoia, oltre ad alcuni tratti del settore meridionale, in particolare il posto di frontiera fra Mentone e Ventimiglia;
- il Trattato di Parigi (1947),[2] siglato fra l'Italia e le Nazioni Unite, cui aderiva la Francia, in seguito alla sconfitta italiana nella Seconda guerra mondiale. Ad esso risale il tracciato di confine in corrispondenza di vari passi alpini, tra cui il Moncenisio, oltre al disegno generale del settore meridionale dell'odierno confine, nelle zone di Briga e Tenda.

Piccolissime variazioni vennero inoltre apportate nel Secondo dopoguerra al confine di Claviere, località che era stata spezzettata dalla linea del 1947 con grave disagio degli abitanti.
Il confine inizia alla triplice frontiera situata sul monte Dolent, dove si incontrano la Francia, l'Italia e la Svizzera. La frontiera continua poi con direzione generale sud fino al mar Ligure tra Mentone e Ventimiglia. Generalmente la linea di confine segue lo spartiacque. Dal versante italiano si trova principalmente il bacino idrografico del Po e dei suoi affluenti; dal versante francese principalmente i bacini di vari affluenti del Rodano.

## Storia
La frontiera tra le due nazioni risale a quella che separava il Regno di Sardegna dalla Francia durante il XIX secolo. Nel 1860 il Trattato di Torino concedette alla Francia la Savoia e la Contea di Nizza; la definizione della linea di confine tra l'Impero francese ed il Regno di Sardegna è del 1861.
Dopo la seconda guerra mondiale il confine venne modificato con il Trattato di Parigi del 1947, con il quale la Francia annesse Tenda e Briga e alcuni piccoli territori al di là dello spartiacque naturale in Val di Susa.

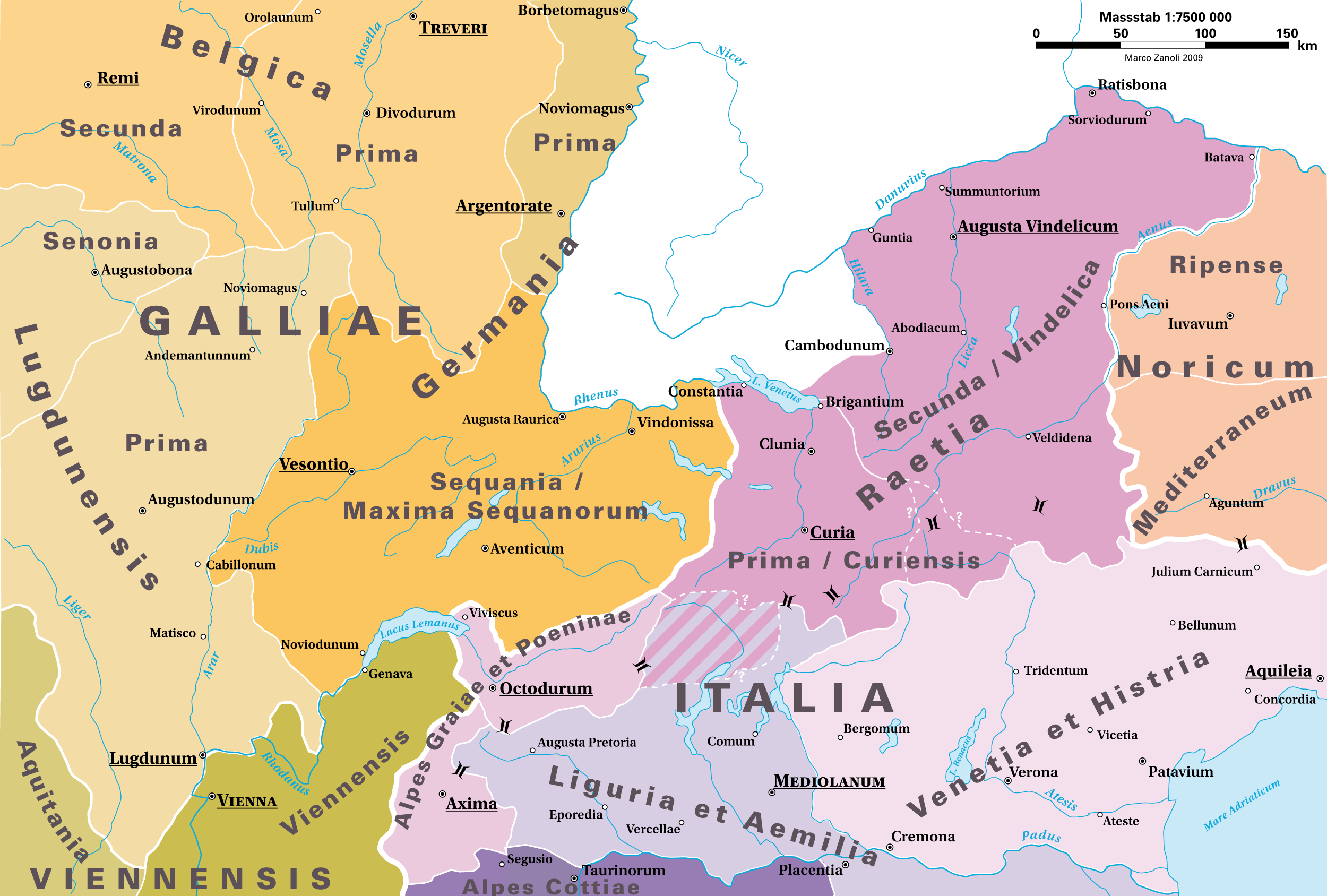
Partizione delle Alpi occidentali tra le province della Gallia e l'Italia nel periodo dell'Impero Romano
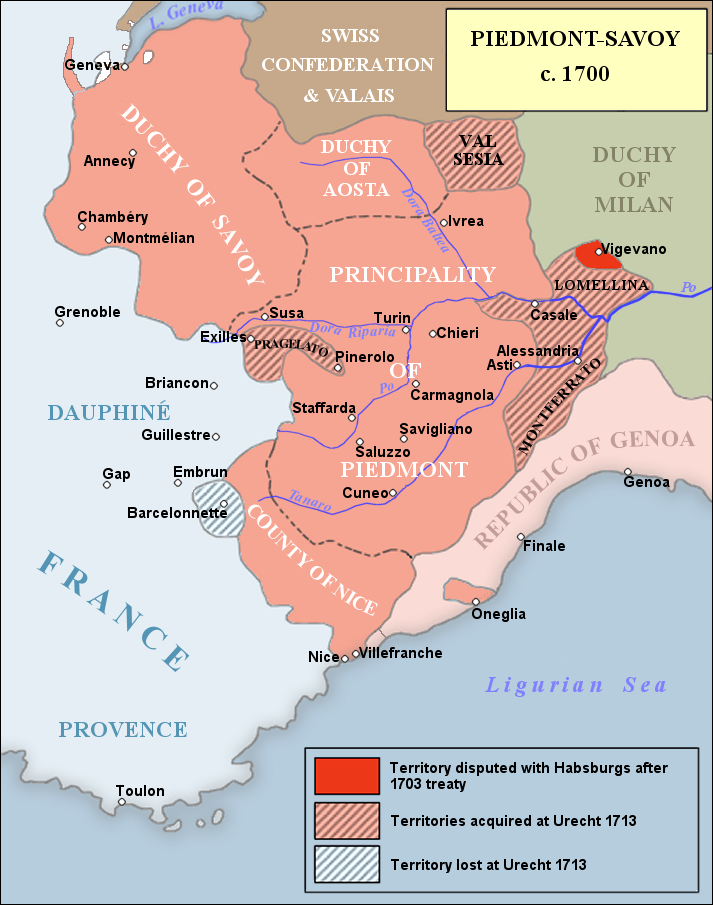
Confine tra Francia e Ducato di Savoia nel 1700
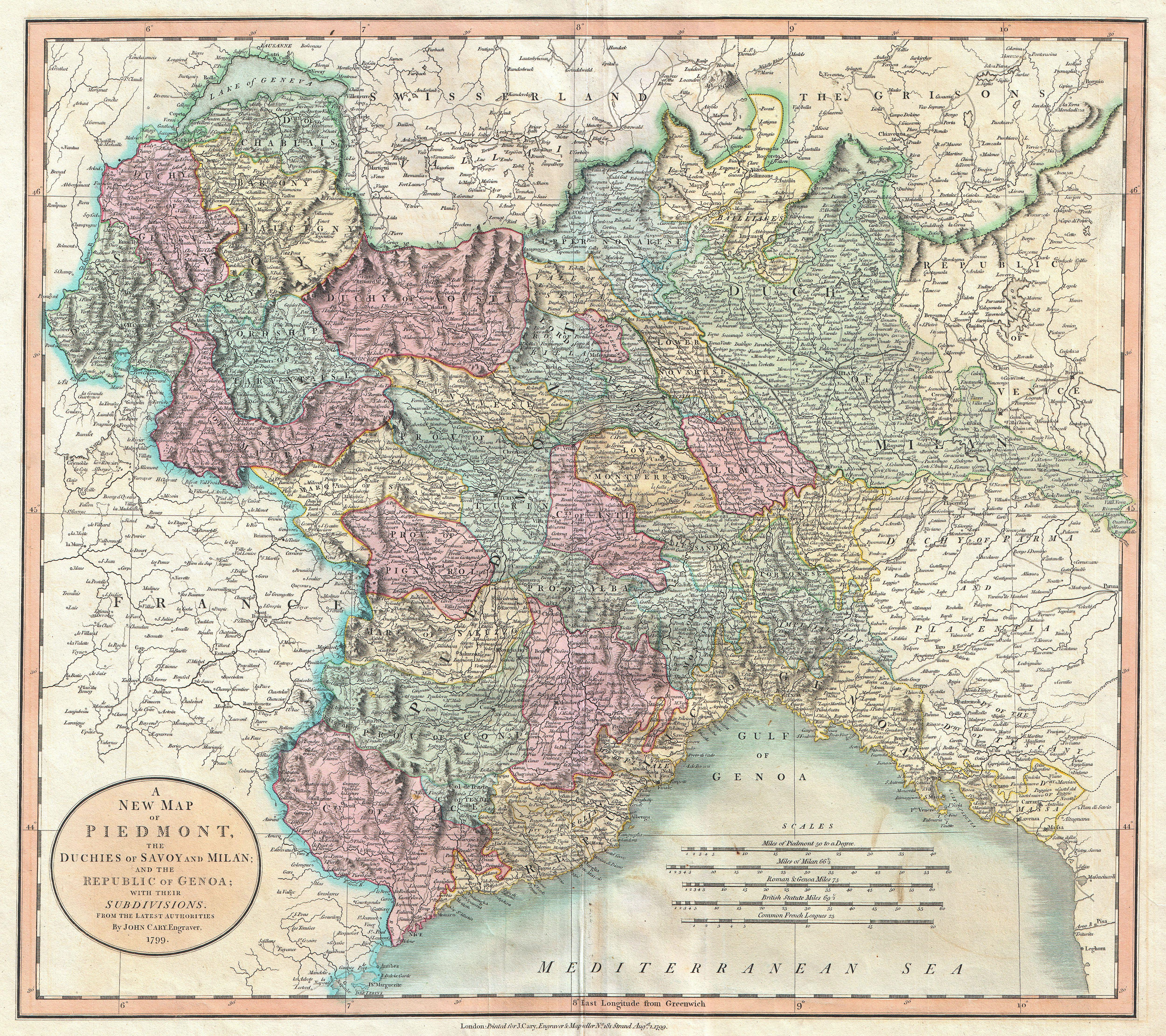
Il Regno di Sardegna e il confine con la Francia nel 1799, da una fonte britannica
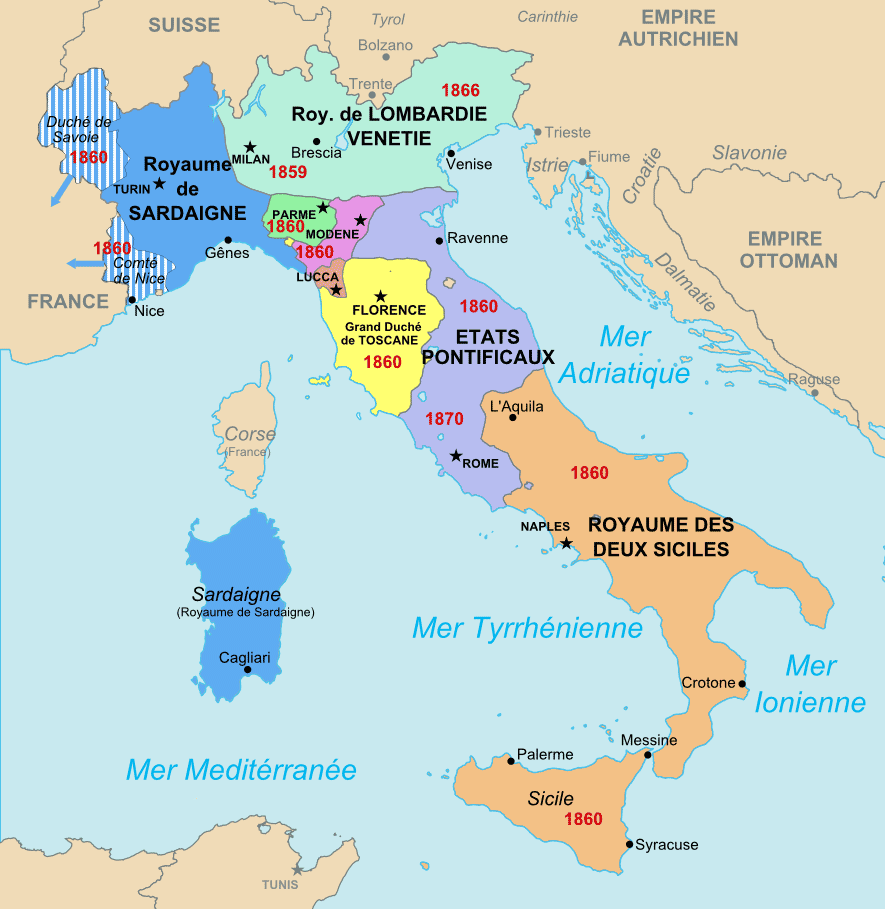
Annessione francese di Nizza e Savoia nel 1860
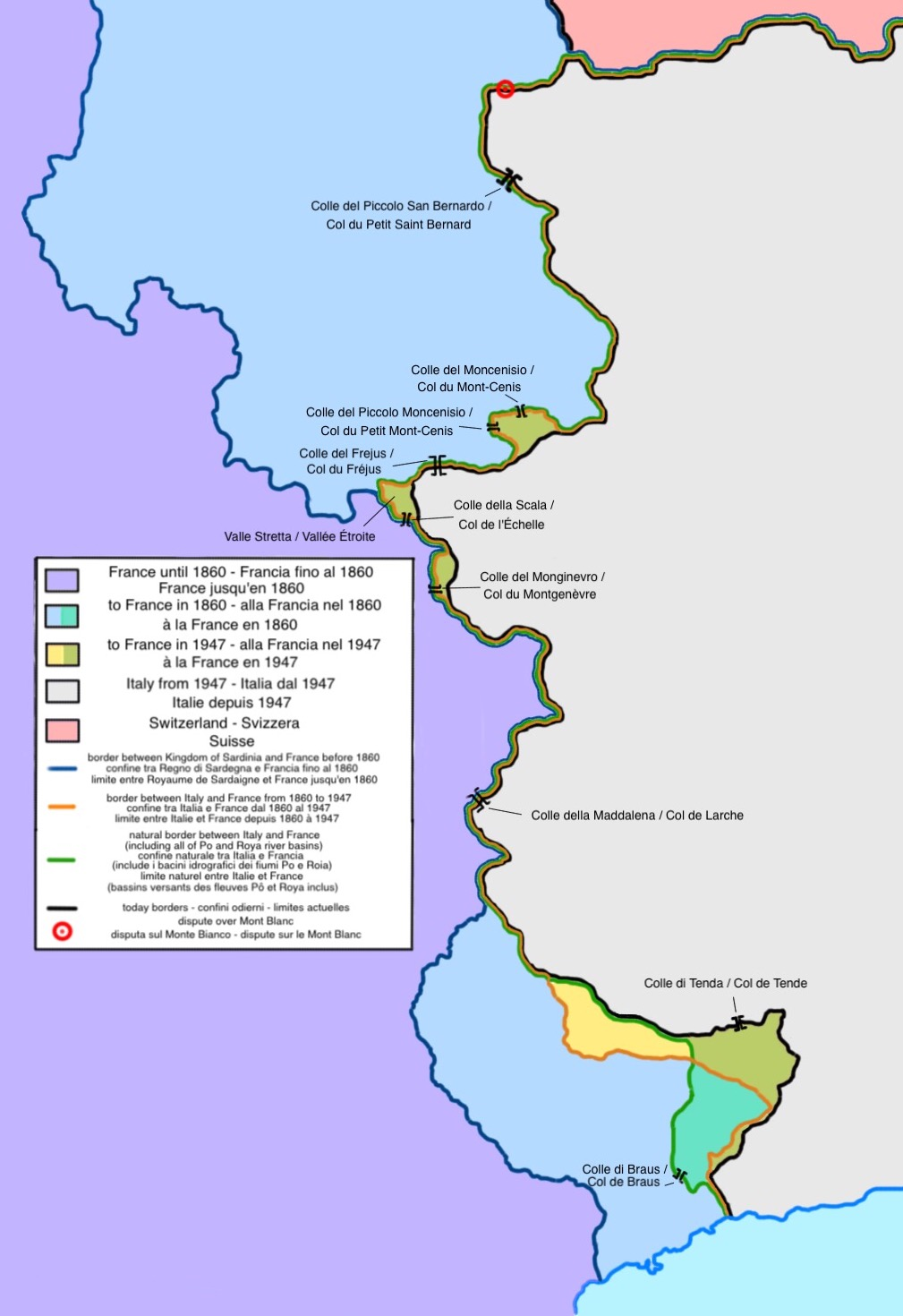
Variazioni del confine italo-francese fra il 1860 e il 1947

## Regioni, province e dipartimenti interessati

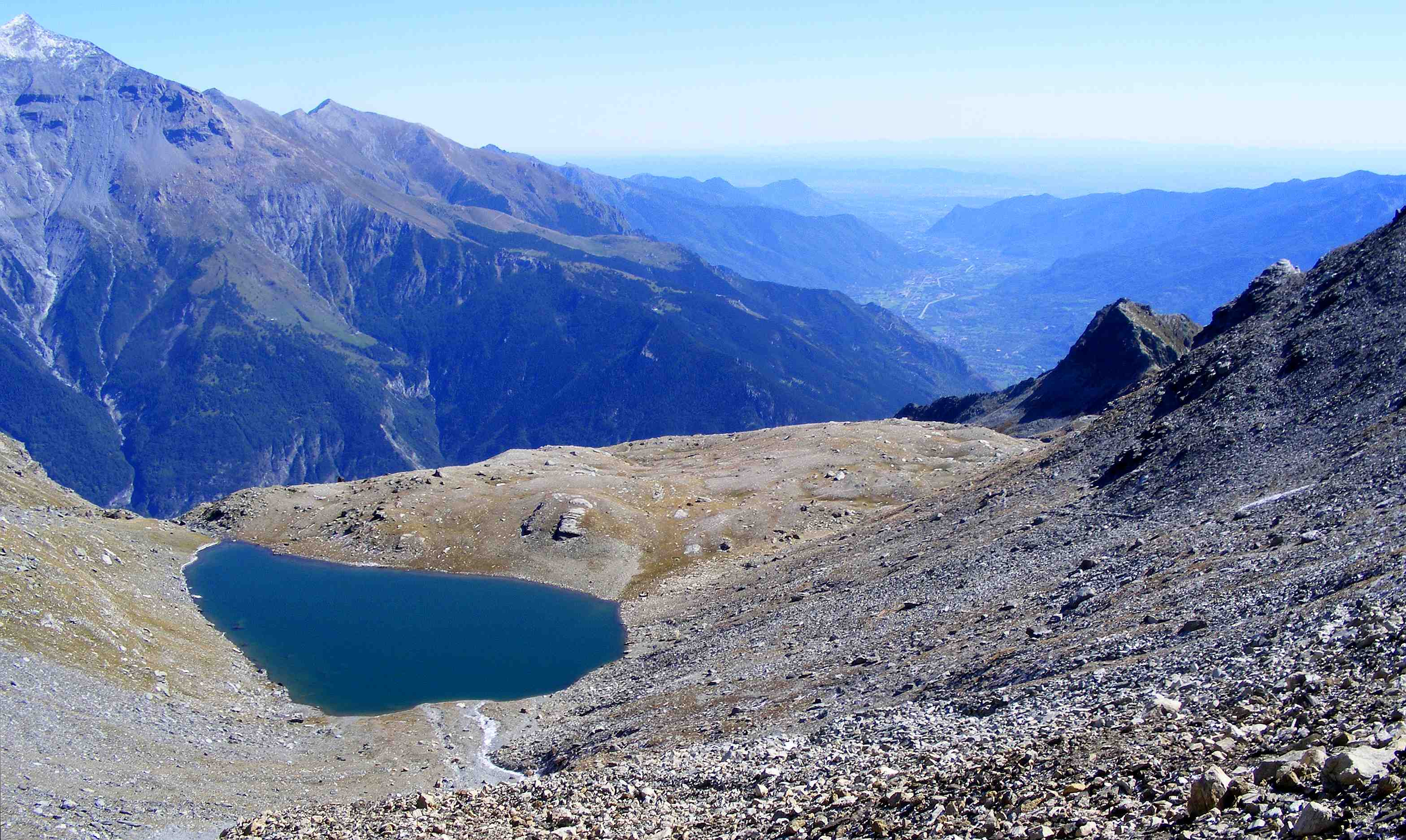
Il piccolo lago della Vecchia (Alpi Cozie), diviso in due dal confine

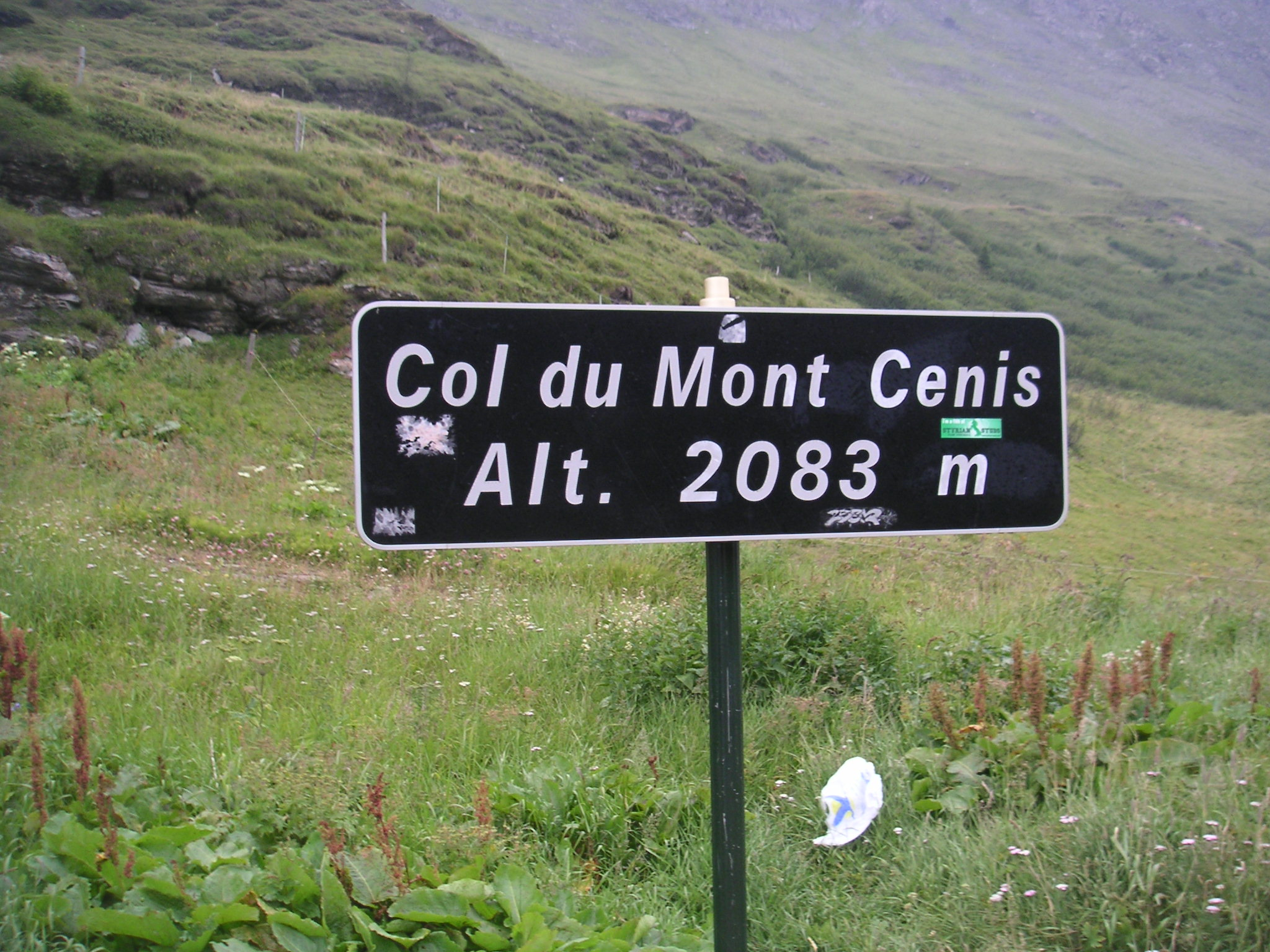
Il Colle del Moncenisio

In Francia la linea di confine interessa due regioni e cinque dipartimenti:
- Rodano-Alpi
  - Alta Savoia
  - Savoia
- Provenza-Alpi-Costa Azzurra
  - Alte Alpi
  - Alpi dell'Alta Provenza
  - Alpi Marittime

In Italia il confine tocca tre regioni, due province e una città metropolitana:
- Valle d'Aosta
- Piemonte
  - Città metropolitana di Torino
  - Provincia di Cuneo
- Liguria
  - Provincia di Imperia

## Sezioni alpine sul confine

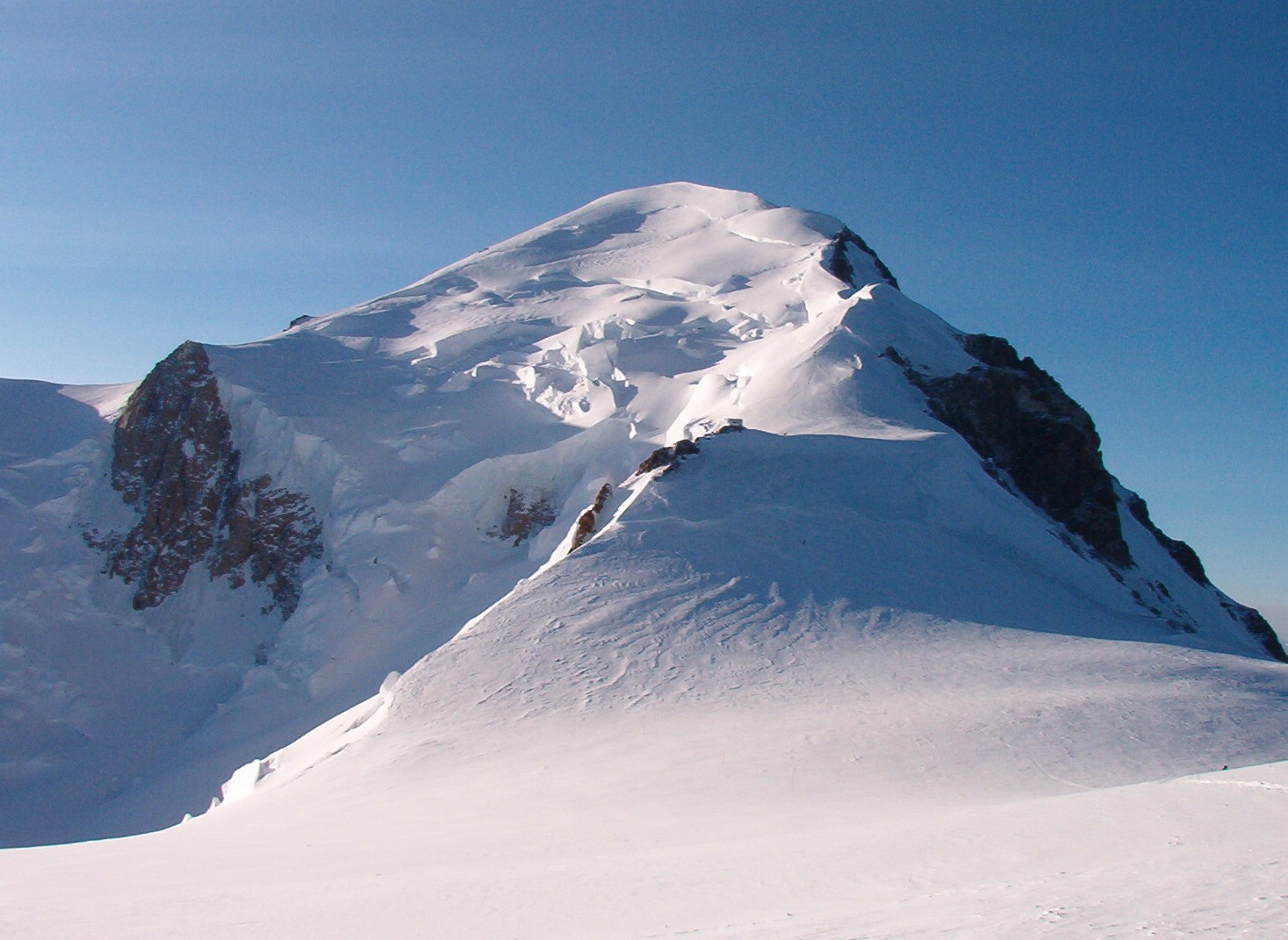
Il Monte Bianco. L'esatta ubicazione della frontiera sul Monte Bianco è oggetto di contenzioso tra Francia e Italia.

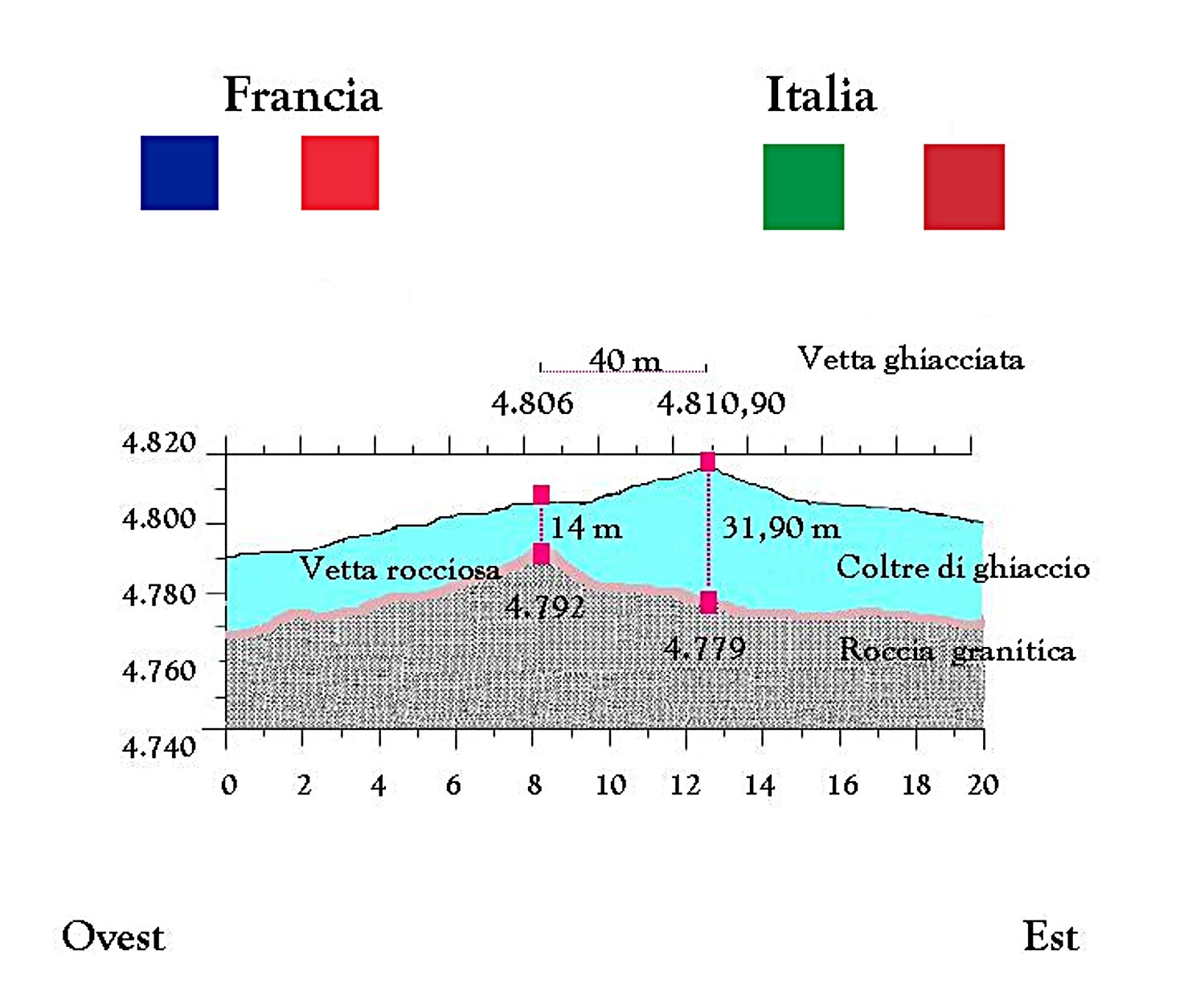
Sul Monte Bianco ci sono due vette: una rocciosa e una ghiacciata

Il confine è collocato lungo la catena alpina. Da nord verso sud le sezioni e sottosezioni interessate sono:
- Alpi Graie
  - Alpi del Monte Bianco
  - Alpi della Grande Sassière e del Rutor
  - Alpi di Lanzo e dell'Alta Moriana
- Alpi Cozie
  - Alpi del Moncenisio
  - Alpi del Monginevro
  - Alpi del Monviso
- Alpi Marittime e Prealpi di Nizza
  - Alpi Marittime
- Alpi Liguri
  - Alpi del Marguareis
- Alpi Marittime e Prealpi di Nizza
  - Prealpi di Nizza

L'esatta collocazione della frontiera sul Monte Bianco è oggetto di lungo e irrisolto contenzioso tra Francia e Italia: la nazione francese afferma che la vetta del Monte Bianco è tutta all'interno del suo territorio, mentre l'Italia sostiene che essa è collocata sul confine.

## Valichi tra Italia e Francia
Passi stradali

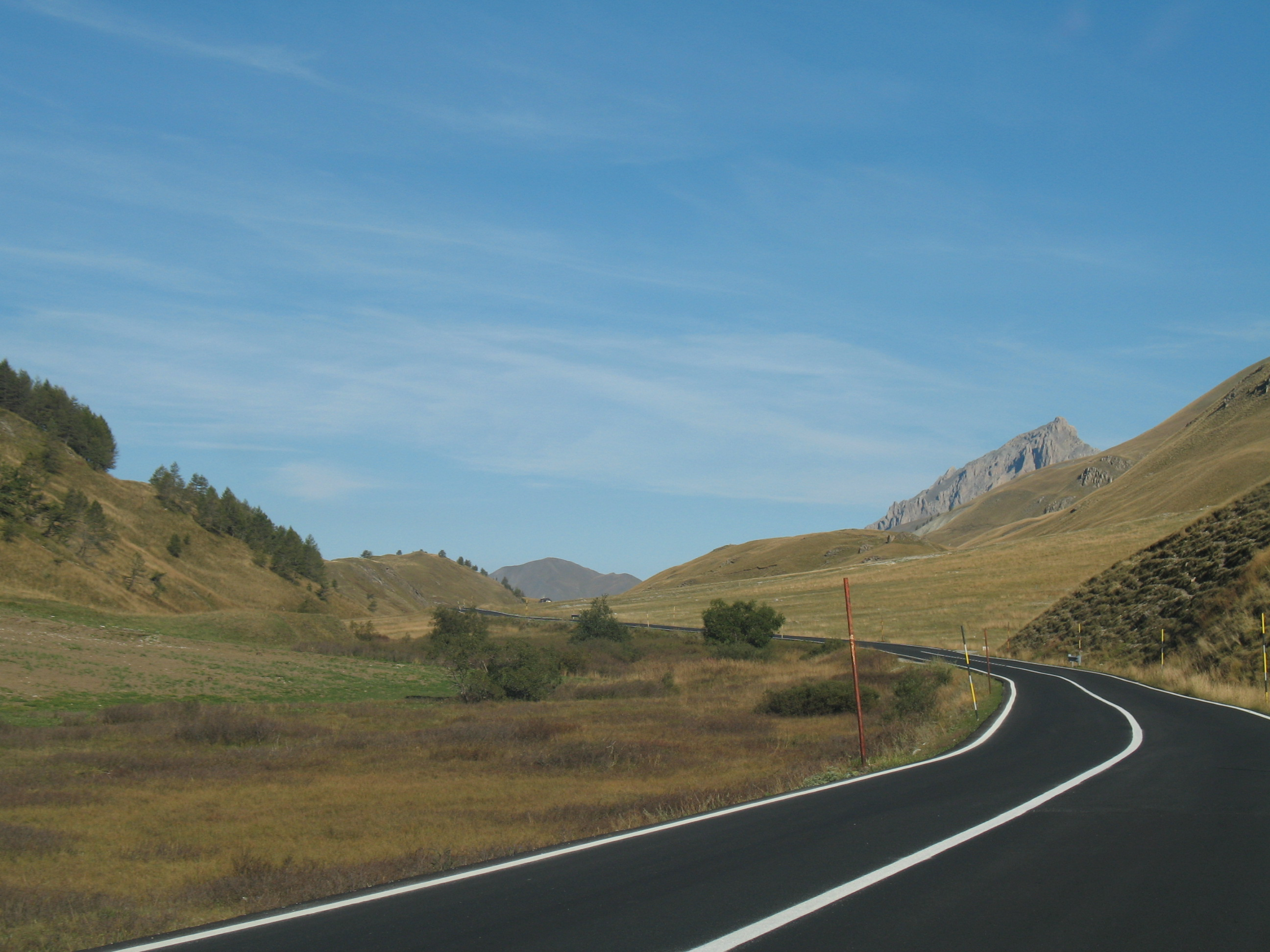
Il colle della Maddalena

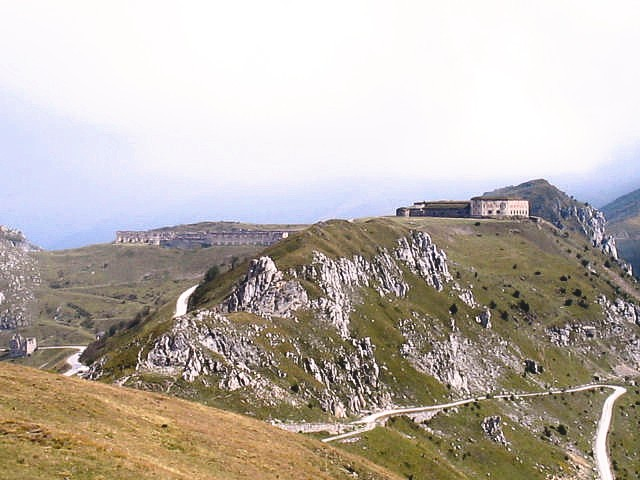
Col di Tenda

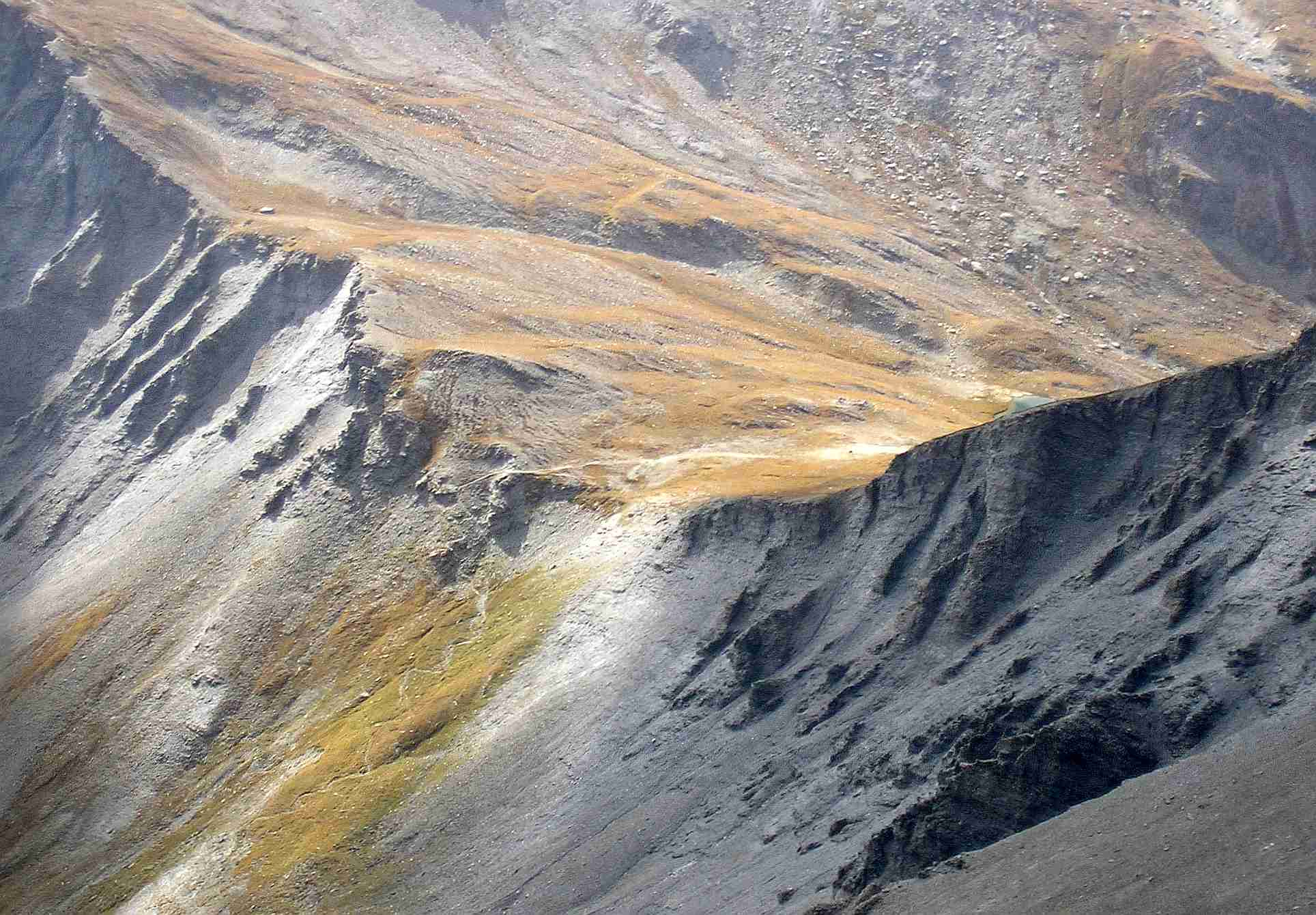
Colle del Fréjus

I colli percorsi da strade, anche sterrate, sono elencati andando da nord a sud:
- Colle del Piccolo San Bernardo (2188 m)
- Colle del Moncenisio (2083 m)
- Colle della Scala (1743 m)
- Colle del Monginevro (1860 m)
- Colle dell'Agnello (2748 m)
- Colle della Maddalena (1996 m)
- Colle della Lombarda (2351 m)
- Colle di Tenda (1871 m)
- Col della Boaria (2102 m)
- Colla Piana (2219 m)
- Colle dei Signori (2107 m)
- Colle delle Selle Vecchie (2097 m)
- Colla Rossa (2172 m)
- Passo Tanarello (2042 m)
- Valico di Olivetta
- Valico di Fanghetto
- Valico di Ponte San Luigi
- Valico di Ponte San Ludovico

Sentieri

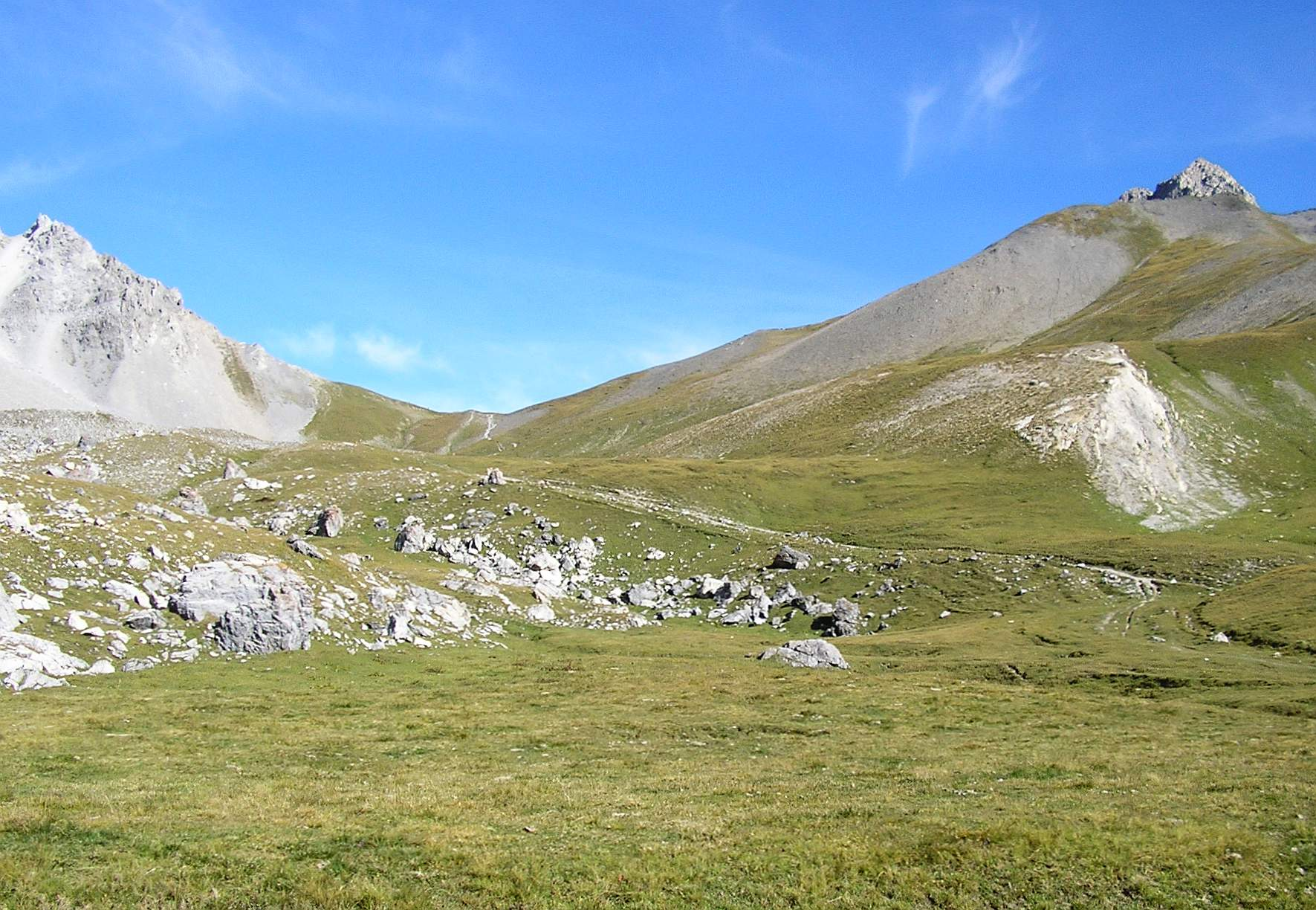
Il colle della Rho

I colli percorsi da sentiero sono elencati andando da nord a sud:
- Colle Galisia (2998 m)
- Passo Collerin (3202 m)
- Colle dell'Autaret (3071 m)
- Colle Clapier (2491 m)
- Colle d'Ambin (2897 m)
- Colle del Sommeiller (2962 m)
- Colle d'Etiache (2799 m)
- Colle della Pelouse (2787 m)
- Colle del Fréjus (2541 m)
- Colle della Rho (2541 m)
- Colle di Thures (2180 m)
- Colle dell'Urina  (2525 m)
- Colle della Croce (2298 m)
- Colle delle Traversette (2950 m)
- Passo di Vallanta (2815 m)
- Colle del Longet (2647 m)
- Colle del Maurin (2641 m)
- Passo Muratone (1157 m)
- Colle di Sanson (1696 m)
- Passo di Gaina (2357 m)
- Passo del Cornà (1046 m)

Trafori
- Buco di Viso

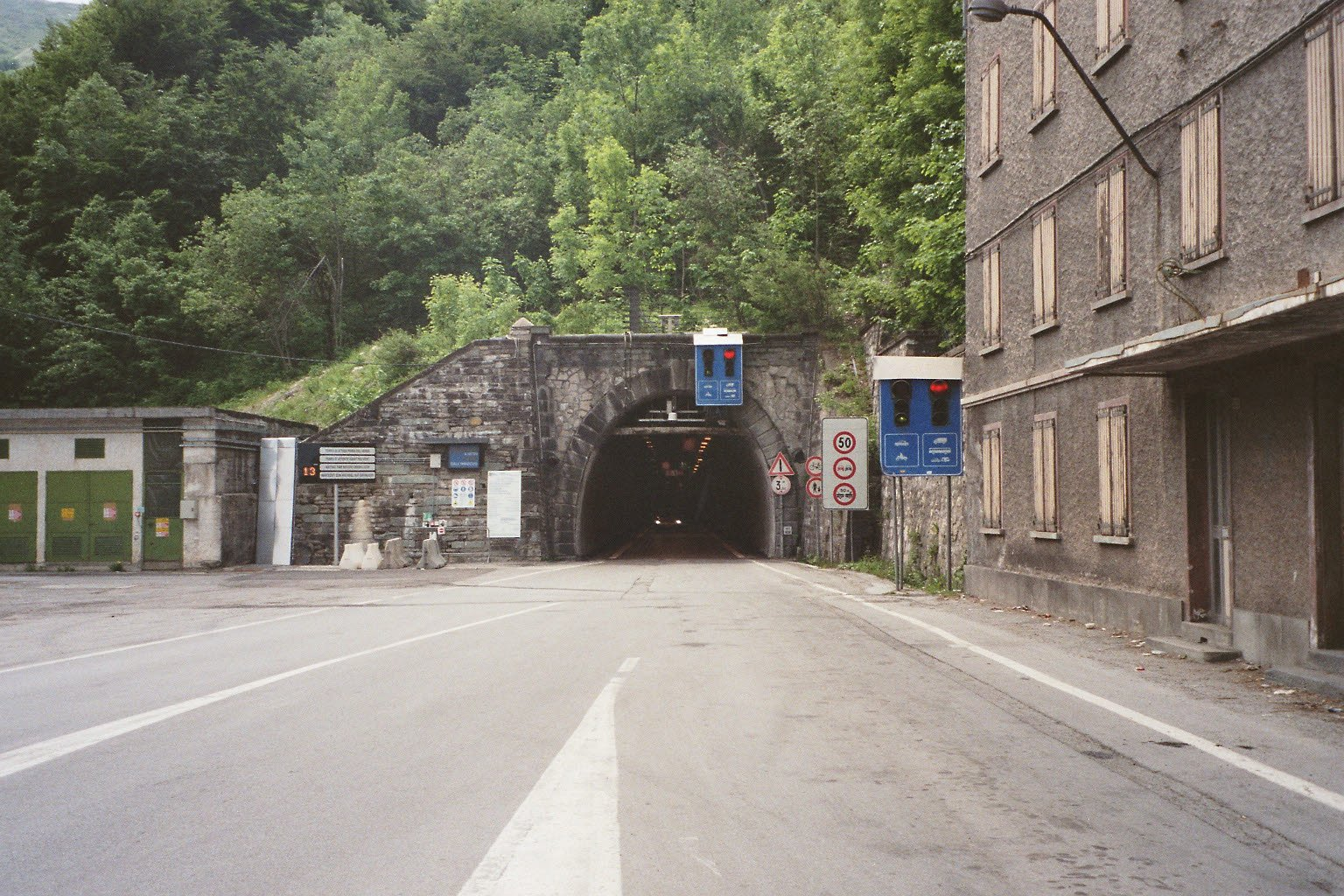
Il traforo del colle di Tenda

- Traforo ferroviario del Colle di Tenda
- Traforo stradale del Colle di Tenda
- Traforo ferroviario del Frejus
- Traforo stradale del Frejus
- Traforo del Monte Bianco
- Traforo stradale di Cima Giralda

Autostrade
- Autostrada dei Fiori A 10 Genova-Ventimiglia

## Confini marittimi

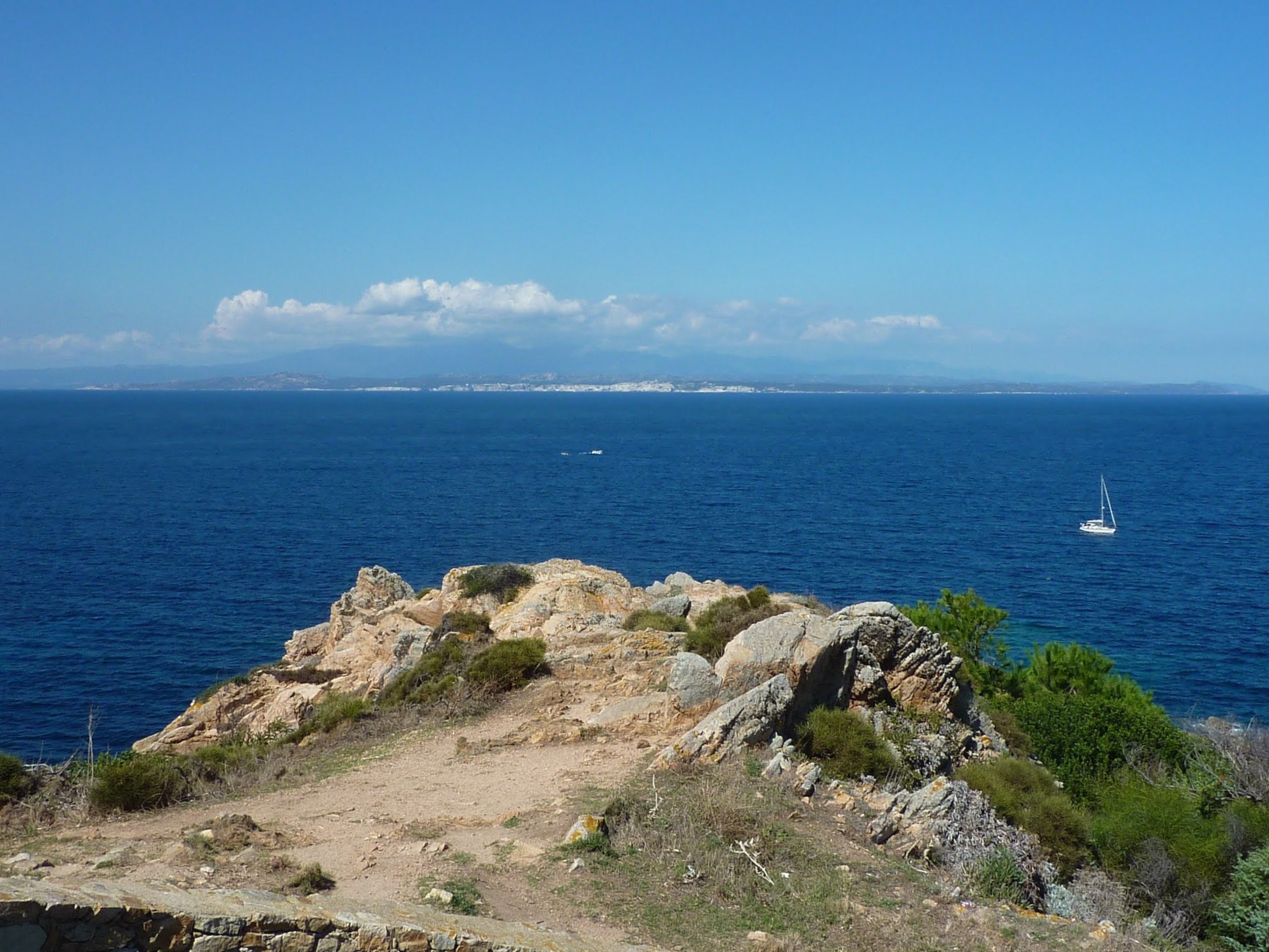
Bocche di Bonifacio

Il confine marittimo tra Francia e Italia è situato nel Mar Mediterraneo. Il confine delle acque territoriali è complesso poiché la Corsica si trova nel golfo di Genova. La linea di confine separa la Corsica dalla penisola italiana, ma anche dalla Sardegna attraverso le Bocche di Bonifacio.
Il 21 marzo 2015 a Caen è stato sottoscritto dai governi francese e italiano un accordo che definisce le aree di sovranità della zona economica esclusiva, precedentemente non definite perché l'Italia non aveva ancora avviato la definizione delle proprie zone economiche esclusive. A seguito di tale accordo internazionale, alcuni tratti di mare a nord-ovest della Sardegna sarebbero di pertinenza francese (in quanto assegnate alla Corsica), con conseguente acquisizione dei diritti di pesca e sfruttamento geologico e minerario successivamente alla controfirma del parlamento italiano.
L'entità e le conseguenze di tale trattato sono rimaste sconosciute fino al gennaio del 2016, a seguito del sequestro del peschereccio Mina per la pesca ad opera della Francia e la conseguente contestazione del trattato stesso da parte degli operatori del comparto ittico. La Francia ha successivamente rivolto all'Italia le proprie scuse formali, ammettendo il "deprecabile errore", dato che l'accordo non era ancora stato ratificato dal parlamento italiano e quindi era nullo.